# Goromuru River
Goromuru River är ett vattendrag i Australien. Det ligger i territoriet Northern Territory, omkring 580 kilometer öster om territoriets huvudstad Darwin.
I omgivningarna runt Goromuru River växer huvudsakligen savannskog. Trakten runt Goromuru River är nära nog obefolkad, med mindre än två invånare per kvadratkilometer. Genomsnittlig årsnederbörd är 1 263 millimeter. Den regnigaste månaden är mars, med i genomsnitt 301 mm nederbörd, och den torraste är september, med 2 mm nederbörd.